# Lolita (artist)
Ditta Zusa Einzinger, känd under artistnamnet Lolita, ursprungligen Edith Zuser, född 17 januari 1931 i St. Pölten, död 1. juli 2010 i Salzburg, var en österrikisk sångerska och skådespelerska.
Hon uppträdde vid sidan om ett vanligt yrke som sångerska på lokala tillställningar, när hon en kväll 1956 upptäcktes av schlagersångaren Gerhard Wendland (1921–1996) och fick provsjunga för den österrikiska radion ORF.
Hennes första schlagerhit, "Weißer Holunder", kom 1957 och har titeln gemensam med en film, där hon själv medverkade. Nästa stora hit (samma år) blev "Der weiße Mond von Maratonga", vilken hamnade på andra plats på tyska hitlistan. Sitt definitiva genombrott som skivartist fick hon 1960 med storschlagern "Seemann", som nådde plats nr 2 på tyska listan och som hamnade som bäst på femte plats på USA:s hitlista, där den för övrigt låg i 18 veckor. Låten var mycket populär även i Sverige och låg i över ett halvår på branschtidningen Show Business försäljningslista (18/12 1960–23/6 1961), varav inte mindre än elva veckor på första plats (3/2–21/4 1961) och var den näst mest sålda skivan i Sverige det året. Därefter spelade hon in en mängd låtar under hela 1960-talet som hade stora framgångar huvudsakligen i Tyskland. 
Hon fortsatte även en filmkarriär till och med 1963 (där hon ofta sjöng), och var därefter bland annat programledare i TV, specialiserade sig på österrikiska folkvisor och fortsatte spela in skivor långt in på 1990-talet.

## Diskografi (urval)

### Singel
- Der weiße Mond von Maratonga (1957)
- Addio, Amigo (1958)
- Eine blaue Zauberblume (1958)
- Seemann (deine Heimat ist das Meer) (1960)
- Sterne der Prärie (1960)
- Über alle sieben Meere (1961)
- Gondoli, Gondola (1962)
- Ich will leben (1966)
- Du bist nie allein (1980)